# スジブトハシリグモ
スジブトハシリグモ（学名：Dolomedes saganus）は、クモ綱クモ目キシダグモ科ハシリグモ属のクモの一種。

## 特徴
褐色または緑褐色または黄褐色で、体側に白い帯があり、頭胸部から腹部にかけて黒褐色の幅広い帯が走る。イオウイロハシリグモなどと同じ模様だが、スジブトハシリグモは白帯が腹部後方でうねり、腹部に小さな白い斑点をもつことで区別できる。体長はベーゼンベルクとシュトラントの原記載（「日本のクモ」、1906年）によるとオスが13 mmで、メスが15 mmだが、一般的にはオスが10.13 - 13.75 mm、メスが13.63 - 18.55 mmで、メスと比較してオスはやや小さい。

## 生息
この種は日本、台湾、中国で見られる。日本では北海道、本州、四国、九州に分布し、池や水田などの水辺に生息する。

## 分類
以前はDolomedes pallitarsisとして知られていたが、スジアカハシリグモの学名とされていたD. saganusが原記載では本種を指していたことが判明し、2008年に学名が変更された。